# Iuliu Cezar Săvescu
Iuliu Cezar Săvescu (n. 22 iulie 1876, Brăila – d. 1903) a fost un poet român simbolist. Între 1 octombrie 1890 și 24 februarie 1891 a redactat împreună cu Bonifaciu Florescu gazeta „Duminica”. S-a afirmat în paginile „Literatorului”, unde a publicat versuri și proză. Poemele sale, reunite postum în volumul „Poezii” (1926), se caracterizează prin sentimentul nostalgiei și al spațiilor exotice („Polul Nord”, „Polul Sud”, „Sahara”). A tradus „Antigona” lui Sofocle.